# تایوان، استان کویافسکو-پومورسکی
دهکده تایوان [ˈtai̯van] در شمال لهستان و در شهرستان توخولا که جزو استان کویافسکو-پومورسکی است قرار دارد. این دهکده از اداری بخشی از گمینا توخولا است. این دهکده قریباً در ۶ کیلومتر (۴ مایل) شمال توخولا و ۶۱ کیلومتر (۳۸ مایل) شمال بیدگوشچ و جنوب دریاچه استوبنو قرار دارد. دهکده استوبنو در جنوب غربی این دهکده واقع شده‌است.